# Вёртенская волость

Список населённых мест волости за 1913 год

Вёртенская волость — административно-территориальная единица в составе Жиздринского уезда Калужской (с 1920 — Брянской) губернии.
Административный центр — село Вёртное.

## История
Вёртенская волость образована в ходе реформы 1861 года. В 1880 в ней было 4 сельских общества, 5 общин, 5 селений.
Земельная площадь — 13169 десятин, в том числе пахотной земли — 3571.
Население волости составляло в 1880 году — 2654, в 1896 — 2880, в 1913 — 5791, в 1920 — 3178 человека.
В состав волости входили сёла Боброво и Вёртное, деревни Александровка и Дяглево, сельцо Петровка (Песочня). В 1882 году на территории волости начали строить чугунолитейный завод, вокруг которого впоследствии возник посёлок Думиничи.
В 1924 Вертенская волость была упразднена: Бобровский сельсовет передали Брынской волости, Вёртненский — Будской.